# Delfines de Coatzacoalcos
Delfines de Coatzacoalcos ist ein Fußballverein aus der im mexikanischen Bundesstaat Veracruz gelegenen Stadt Coatzacoalcos.

## Geschichte
Der Verein wurde 1997 gegründet und erhielt zu Beginn der Saison 1997/98 einen Startplatz in der drittklassigen Segunda División. Nach sechsjähriger Zugehörigkeit zur Segunda División gelang den Delfines in der Clausura 2003 die Meisterschaft und im anschließenden Saisonfinale gegen Deportivo Tepic, den Sieger der Apertura 2002, der Aufstieg in die zweitklassige Primera División 'A'.
In den insgesamt sechs (halbjährlich ausgetragenen) Wettbewerben der drei Spielzeiten, in denen die Delfines in der zweiten mexikanischen Fußballliga vertreten waren, erreichten sie zweimal die Liguillas. Zum ersten Mal gelang ihnen dies bereits bei ihrer ersten Teilnahme in der Apertura 2003, als sie im Viertelfinale nach zwei Remis (0:0 und 1:1) nur aufgrund der in der Liga weniger erzielten Punkte (34 gegenüber 36) am Celaya FC scheiterten. Ihre erfolgreichste Spielzeit war die Clausura 2005 (Rückrunde der Saison 2004/05), als sie bis ins Halbfinale vordringen konnten, wo sie mit 0:0 und 1:3 gegen den Traditionsverein León A.C. unterlagen.
In der Saison 2005/06 gelang seiner in der Segunda División spielenden B-Mannschaft der Meistertitel der Apertura 2005. Zwar wurde das Saisonfinale gegen Pegaso Anáhuac, den Sieger der Clausura 2006, verloren, doch erhielt auch „Delfines B“ das Recht zum Aufstieg in die zweite Liga.
Dass die Delfines de Coatzacoalcos in der kommenden Saison 2006/07 überhaupt nicht in der Primera A vertreten waren, hat daher andere Gründe. Weil der Mexikanische Fußballverband vor der Saison beschlossen hatte, dass jeder Erstligist ein Filialteam in der zweiten Liga zu unterhalten hatte, wurde die Lizenz der Delfines B an die Pumas de la UNAM verkauft, die diese für einen Startplatz ihres neu gegründeten Filialteams Pumas Morelos benötigten. Gleichzeitig wurde die Lizenz der ersten Mannschaft (Delfines A) an die Tiburones Rojos Veracruz verkauft, die hieraus die Tiburones Rojos Coatzacoalcos formten. Die Delfines de Coatzacoalcos zogen sich anschließend in die viertklassige Tercera División zurück.
Zur Saison 2013/14 startete erneut eine Mannschaft in der Segunda División, die sich überaus erfolgreich in der Liga behauptete und die Rückrundenmeisterschaft der Liga de Ascenso in der Clausura 2014 und anschließend das Saisonfinale gegen Linces de Tlaxcala, den Hinrundenmeister der Apertura 2013, gewann. Damit war der Verein zum Aufstieg in die  zweite Liga berechtigt, verzichtete jedoch aufgrund des wirtschaftlichen Risikos.

## Erfolge
- Meister der Segunda División: Clausura 2003, Apertura 2005

## Bekannte Spieler
- Camilo Romero (2003–2004)
- Roberto Silva (2005)